# نصري أبو جيش
نصري خليل سليم أبو جيش (أبو خليل؛ وُلد في 20 أبريل 1967 في بيت دجن) طبيب أسنان وسياسي ودبلوماسي ومحاضر فلسطيني، يحمل درجة الدكتوراه في الدراسات التطويريّة والعلوم السياسيّة. شغل منصب وزير العمل في حكومة محمد اشتية بين عامي 2019 و2024. وهو عضو في المجلس الوطني الفلسطيني عن حزب الشعب الفلسطيني. يشغل منذ أغسطس 2024 منصب سفير دولة فلسطين لدى بلغاريا.

## النشأة والتحصيل العلمي
وُلد نصري خليل سليم أبو جيش في قرية بيت دجن في الضفة الغربية بتاريخ 20 أبريل 1967، حيث تلقى تعليمه الابتدائي والإعدادي في مدارس القرية، والثانوي في مدرسة قدري طوقان بمدينة نابلس. ثُم بدأ تَعليمه الجامعي في صوفيا لِيحصل منها على درجة البكالوريس في طب الأسنان، ولاحقًا حصل على دبلوم في البروتوكول من جاكرتا. أكمل نصري أبو جيش دراسته الجامعية في جامعة دار السلام في تنزانيا ليحصل منها على درجة الماجستير في العلاقات الدولية، وأيضًا الدكتوراه في الدراسات التطويريّة والعلوم السياسيّة من جامعتي دار السلام وهراري.

## المناصب
تدرج نصري أبو جيش في الحياة الدبلوماسية والسياسية، حيث شغل مناصب سفير دولة فلسطين لدى سيشيل، موريشيوس، تنزانيا، إثيوبيا، كينيا، وأوغندا.
في 13 أبريل 2019، أدى أبو جيش اليمين الدستورية أمام الرئيس الفلسطيني محمود عباس وزيرًا للعمل في حكومة محمد اشتية عن حزب الشعب الفلسطيني المشارك في الحكومة واستمر في منصبه حتى 31 مارس 2024.
في 11 يوليو 2021 أعلن حزب الشعب الفلسطيني إنهاء عضوية نصري أبو جيش فيه، وذلك بعد رفضه تنفيذ قرار الحزب بمغادرة حكومة محمد اشتية على خلفية مقتل الناشط نزار بنات على أيدي أجهزة الأمن الفلسطينية في 24 يونيو 2021 وتعامل الحكومة مع الأزمة التي تلت، فيما برر أبو جيش بقاءه بالحكومة برفض رئيسها اشتية الاستقالة التي قدمها.
في 23 أغسطس 2024، سلّم أوراق اعتماده سفيرًا لدولة فلسطين لدى بلغاريا إلى نائب وزير الخارجية البلغاري إيفان كوندوف. وفي 7 أكتوبر 2024، سلّم أوراق اعتماده إلى الرئيس البلغاري رومن راديف.